# San Cristóbal Totonicapán
San Cristóbal Totonicapán é uma cidade da Guatemala do departamento de Totonicapán.